# Креаццо
Креаццо (італ. Creazzo, вен. Creasso) — муніципалітет в Італії, у регіоні Венето, провінція Віченца.
Креаццо розташоване на відстані близько 420 км на північ від Рима, 70 км на захід від Венеції, 6 км на захід від Віченци.
Населення — 11 281 особа (2014).
Покровителі — Святий Марко, Святий Микола, Святий Ульріх Аузбурзький.

## Демографія
Населення за роками:

Станом на 1 січня 2023 року в муніципалітеті офіційно проживав 1101 іноземець з 63 країн, серед них 203 громадяни країн Євросоюзу та 23 громадяни України.

## Сусідні муніципалітети
- Альтавілла-Вічентіна
- Монтев'яле
- Совіццо
- Віченца